# Sabir Rustamkhanli
Sabir Rustamkhanli (en azerbaïdjanais: Sabir Rüstəmxanlı, né en Azerbaïdjan le 20 mai 1946) est un poète et philologue azerbaïdjanais. Il est l'auteur de plus de 30 livres.
Sabir Rustamkhanli est président de l'Assemblée du Congrès mondial des Azerbaïdjanais. Il est également leader du Parti de la solidarité civique et membre de l'Assemblée nationale d'Azerbaïdjan .

## Biographie
Il est né le 20 mai 1946 dans le village de Hamarkand de Yardimli.

### Carrière
Sabir Rustamkhanli est membre de la commission des relations internationales et des relations interparlementaires de l'Assemblée nationale. Il est le chef du groupe de travail sur les relations interparlementaires Azerbaïdjan-Canada, membre des groupes de travail sur les relations avec les parlements de la Suède et de l'Ouzbékistan. Il est membre de la délégation azerbaïdjanaise à l'Union parlementaire de l'Organisation de la coopération islamique.

### Famille
Il est marié et a 4 enfants.

## Prix
- Ordre de la Gloire[2]